# Randy Oveneke
Randy Oveneke (Antwerpen, 3 januari 1986) is een Belgisch basketbalcoach en voormalig speler.

## Carrière
Oveneke speelde in de jeugd van Sobabee Zwijndrecht, Draken Deurne, en Aartselaar waarmee hij speelde in de derde klasse. Hij ging in 2004 collegebasketbal spelen voor de Drexel Dragons en speelde er tot in 2008. Hij keerde na vier jaar terug en ging spelen voor de Antwerp Giants tot in 2011. Het seizoen erop speelde hij voor Spirou Charleroi en in 2012/13 zette hij een stap terug naar Excelsior Brussels in de tweede klasse. In 2013 keerde hij weer terug naar de eerste klasse en ging aan de slag bij Kangoeroes Mechelen waar hij bleef tot het einde van zijn carrière in 2019.
In 2019 ging hij aan de slag als assistent van Christophe Beghin die net was aangesteld als hoofdcoach bij de Antwerp Giants. Tijdens de coronacrisis werd beslist om een jeugdploeg op te richten die speelde in de derde klasse die ook geleid werd door Oveneke. In de zomer van 2022 verliet hij de Giants en werd assistent bij Brussels Basketball onder Jean-Marc Jaumin. Hij bleef ook assistent-coach onder opvolger Serge Crèvecoeur. Na het seizoen 2024/25 stopte hij als assistent bij Brussels. Hij was tijdens het EK onder 18 jaar in juli 2025 samen met Donovan Walasiak assistent-coach onder Daniel Goethals.